# Tuczno
Tuczno é um município da Polônia, na voivodia da Pomerânia Ocidental e no condado de Wałcz. Estende-se por uma área de 9,21 km², com 1 938 habitantes, segundo os censos de 2016, com uma densidade de 210,4 hab/km².